# (818) Kapteynia
(818) Kapteynia planetoida z pasa głównego asteroid okrążająca Słońce w ciągu 5 lat i 233 dni w średniej odległości 3,17 au. Została odkryta 21 lutego 1916 roku w Landessternwarte Heidelberg-Königstuhl w Heidelbergu przez Maxa Wolfa. Nazwa pochodzi od Jacobusa Kapteyna, holenderskiego astronoma. Przed nadaniem nazwy planetoida nosiła oznaczenie tymczasowe (818) 1916 YZ.